# Имплантат полового члена
Имплантаты полового члена или пенильные имплантаты или фаллопротезы — это имплантируемые устройства предназначенные для лечения эректильной дисфункции, болезни Пейрони, ишемического приапизма, деформации или травматического повреждения мужского полового члена, а также для фаллопластики у мужчин или фаллопластики и метоидиопластики при операциях направленных на смену пола с женского на мужской. Несмотря на то что существует много различных типов имплантатов, большинство из них попадают под одну из двух категорий: сгибаемые и наполняемые.

## История
Первая современная реконструкция полового члена с использованием протеза приписывается немецкому врачу Н.А. Боргусу, который в 1936 году предпринял первые хирургические попытки реконструкции у солдат с травматической ампутацией полового члена. Он использовал рёберный хрящ в качестве материала для протезирования и реконструировал гениталии, как для целей мочеиспускания, так и для совершения полового акта. 
Уиллард Э. Гудвин и Уилям Уоллес Скотт были первыми, кто описал установку синтетических имплантатов полового члена с использованием акрилового протеза в 1952 году. 
Имплантаты полового члена на силиконовой основе были разработаны Харви Лэшем, а первые серии случаев были опубликованы в 1964 году. Разработка высококачественного силикона, который в настоящее время используется в имплантатах полового члена, приписывается НАСА. 
Прототипы современных наполняемых и сгибаемых имплантатов полового члена были представлены в 1973 году во время ежегодного собрания Американской урологической ассоциации двумя группами врачей из Бэйлорского университета и Университета Маями. 
Смолл и Кэррион первыми начали популяризацию полужёстких имплантатов полового члена, представив протез Смолла-Кэрриона (Mentor, США) в 1975 году. Брэнтли Скотт описал первоначальное устройство, как состоящее из двух надувных цилиндрических тел сделанных из силикона, резервуара содержащего рентгеноконтрастную жидкость и двух помп. Продукты первого поколения продавались через American Medical Systems (в настоящее время Boston Scientific), с которой был связан Брентли Скотт. Со времени внедрения первого поколения AMS выпустила множество обновлений для устройств. В 1983 году к рынку присоединилась фирма Mentor (в настоящ её время Coloplast). В 2017 году в мире насчитывалось более десяти производителей имплантатов для мужского полового члена, однако не многие из них остались на рынке. 
Одним из недавних дополнений к рынку стали Zephyr Surgical Implants, которая, наряду с имплантатами для полового члена для биологических мужчин, представила первую линию наполняемых и сгибаемых имплантатов, предназначенных для смены пола у трансмужчин. В последние годы компания Rigicon Innovative Urological Solutions, базирующаяся в США, сделала значительные прорывы в области пенильных имплантатов. В 2017 году они выпустили 'Rigi10', гнущийся имплантат, который расширил возможности рынка. Затем, в 2019 году, они представили как серию 'Infla10', которая включает модели Infla10 AX, Infla10 X и Infla10, так и 'Rigi10 Hydrophilic'. Эти гнущиеся модели, надувные и покрытые гидрофильным материалом, стали важным дополнением к диапазону доступных технологий пенильных имплантатов. Эти достижения способствовали разнообразию и прогрессу в развитии пенильных имплантатов, предлагая пациентам более разнообразные и индивидуальные решения лечения.
Приблизительно 3 % пациентов с диагнозом эректильной дисфункции и 5 % пациентов с эректильной дисфункцией, не поддающейся медикаментозной терапии, выбирают фаллопротезирование. Каждый год в США имплантируется около 25 000 наполняемых протезов полового члена.
Список показывает имплантаты полового члена, доступные на рынке в 2020 году.
| Продукт                                        | Компания                                           | Страна                    | Тип имплантата | Представлен на рынке с |
| ---------------------------------------------- | -------------------------------------------------- | ------------------------- | -------------- | ---------------------- |
| AMS Spectra                                    | Boston Scientific (ранее American Medical Systems) | Соединённые Штаты Америки | Сгибаемый      | 2009                   |
| Genesis                                        | Coloplast                                          | Соединённые Штаты Америки | Сгибаемый      | 2004                   |
| ZSI 100, ZSI 100 FtM и ZSI 100 D4              | Zephyr Surgical Implants                           | Швейцария                 | Сгибаемый      | 2012                   |
| Tube                                           | Promedon                                           | Аргентина                 | Сгибаемый      | 2007                   |
| AMS Ambicor                                    | Boston Scientific (ранее American Medical Systems) | Соединённые Штаты Америки | Наполняемый    | 1994                   |
| Серия AMS 700 (LGX, CX, CXR)                   | Boston Scientific (ранее American Medical Systems) | Соединённые Штаты Америки | Наполняемый    | 1983                   |
| Titan                                          | Coloplast                                          | Соединённые Штаты Америки | Наполняемый    | 2002                   |
| ZSI 475 и ZSI 475 FtM                          | Zephyr Surgical Implants                           | Швейцария                 | Наполняемый    | 2012                   |
| Серия Infla10 (Infla10, Infla10 X, Infla10 AX) | Rigicon Innovative Urological Solutions            | Соединённые Штаты Америки | Наполняемый    | 2019                   |
| Rigi10                                         | Rigicon Innovative Urological Solutions            | Соединённые Штаты Америки | Сгибаемый      | 2017                   |
| Rigi10 Hydrophilic                             | Rigicon Innovative Urological Solutions            | Соединённые Штаты Америки | Сгибаемый      | 2019                   |

## Типы

### Сгибаемый пенильный имплантат
Сгибаемый или не наполняемый или полужёсткий протез полового члена представляет собой набор из пары стержней, имплантируемых в тело полового члена. Стержни жёсткие, но являются сгибаемыми в том смысле, что их можно вручную установить в вертикальное эрегированное положение. Существует два типа сгибаемых имплантатов: один изготавливается из силикона и не имеет стержня внутри, также называется мягким имплантатом, а другой — состоит из серебряной или стальной спиральной сердцевины, покрытой силиконом. Некоторые из моделей имеют хвосты, которые можно обрезать для регулировки длины. В настоящее время во всём мире доступны различные сгибаемые имплантаты полового члена.

### Наполняемый пенильный имплантат
Наполняемый пенильный имплантат (НПИ), разработанный недавно, представляет собой набор надувных цилиндров и помповой системы. Исходя из различий в структуре, существует два типа наполняемых имплантатов полового члена: двухкомпонентные и трёхкомпонентные НПИ. Оба типа наполняемых устройств заполнены стерильным физиологическим раствором натрия хлорида, который в процессе работы закачивается в цилиндры. Цилиндры имплантируются в кавернозное тело пениса. Помповая система соединяется с цилиндрами и располагается в мошонке. Трёхкомпонентные имплантаты оборудованы отдельным ёмким резервуаром, который соединяется с помпой. Резервуар обычно помещают в залобковое пространство (пространство Ретциуса), однако также описаны другие места, например, между поперечной и прямой мышцами. Имплантаты из трёх частей обеспечивают более желательную жёсткость и обхват полового члена, напоминающие естественную эрекцию. Кроме того, благодаря наличию большого резервуара, трёхкомпонентные имплантаты обеспечивают полную вялость полового члена при опустошении, обеспечивая тем самым больший комфорт, чем двухкомпонентные наполняемые или сгибаемые имплантаты.
Физиологический раствор натрия хлорида перекачивается вручную из резервуара в двухсторонние камеры цилиндров, имплантированных в стержень полового члена, который заменяет нефункционирующую или минимально функционирующую эректильную ткань. Это приводит к эрекции. Однако, головка полового члена остаётся без изменений. 90-95% наполняемых протезов обеспечивают эрекцию, достаточную для полового акта. В Соединённых Штатах наполняемый протез в значительной степени заменил сгибаемый аналог, из-за его более низкого уровня инфицирования, высоких показателей выживаемости устройства и степени удовлетворённости в 80-90%.
Первым прототипом, представленным Скоттом и его коллегами в 1975 году, был протез из трёх частей (два цилиндра, две помпы у резервуара для жидкости). Стех пор, НПИ претерпел множество модификаций и улучшений в отношении надёжности и долговечности устройства, включая изменение химического материала, используемого при производстве имплантатов, использование гидрофильных покрытий и покрытий, выделяющих антибиотики, для снижения уровня инфицирования, запуск механизма в одно касание и т.д. Хирургические методы, используемые для имплантации протезов полового члена, также улучшились вместе с развитием устройства. Имплантация наполняемых имплантатов полового члена было одним из первых вмешательств в урологии, где была введена хирургическая техника «без прикосновений». Последнее значительно снизило частоту послеоперационных инфекций.

## Применения

### Эректильная дисфункция
Несмотря на недавнее быстрое и обширное развитие вариантов нехирургического лечения эректильной дисфункции, особенно появление новых специализированных препаратов и генной терапии, имплантаты полового члена остаются основным золотым стандартом выбора для лечения эректильной дисфункции, резистентной к пероральным препаратом и инъекционной терапии. Кроме того, имплантаты полового члена могут быть подходящим вариантом для тех, кто страдает эректильной дисфункцией, и хочет найти постоянное решение для этой проблемы без прибегания к медикаментозной терапии. Имплантаты полового члена использовались для лечения эректильной дисфункции различной этиологии, включая сосудистую, кавернозную, нейрогенную, психологическую послеоперационную (например, простатэктомия). Американская урологическая ассоциация рекомендует информировать всех мужчин с эректильной дисфункцией об имплантатах полового члена в качестве выбора лечения и обсуждать с ними возможные результаты.

### Деформация пениса
Пенильные имплантаты могут помочь в восстановлении естественной формы полового члена при различных ситуациях приведших к его деформации. Это могут быть травмы, операции на половом члене, обезображивание и фиброзные заболевания, такие как болезнь Пейрони. При болезни Пейрони изменение кривизны полового члена влияет на возможность нормального полового акта и сопровождается эректильной дисфункцией из-за нарушения кровотока в кавернозном теле. Следовательно, имплантация протеза полового члена при болезни Пейрони направлено на решение нескольких механизмов, вовлечённых в патофизиологию заболевания.

### Коррекция генитального пола у транс-маскулинных людей
Несмотря на то, что различные модели протезов полового члена были имплантированы после процедур фаллопластики, и первый случай был описан в 1978 году Пукетом и Монти. первые имплантаты полового члена предназначенные именно для операций по коррекции генитального пола у трансмужчин были разработаны и представлены в 2015 году компанией Zephyr Surgical Implants. Доступны как сгибаемые, так и наполняемые модели. Эти имплантаты имеют более реалистичную форму с эргономичной головкой на кончике протеза. Наполняемая модель имеет прикреплённую помпу, напоминающую яичко. Протез имплантируется с жёсткой фиксацией к лобковой кости. Другой, более тонкий сгибаемый имплантат предназначен для метоидиопластики.

## Результаты

### Удовлетворённость
Общий уровень удовлетворённости имплантатами полового члена достигает более 90%. Для оценки результата анализируется степень удовлетворённости как пациента, так и его партнёра. Было показано, что при имплантации наполняемого протеза полового члена достигается большее удовлетворение пациента и его партнёра, чем при медикаментозной терапии ингибиторами ФДЭ5 или внутрикавернозными инъекциями. Уровень удовлетворённости выше при использовании наполняемых имплантатов в сравнение со сгибаемыми, но нет разницы между 2-компонентными и 3-компонентными устройствами. Наиболее частыми причинами неудовлетворённости являются уменьшение длины и обхвата полового члена, не оправданные ожидания и трудности с использованием устройства. Таким образом, подробное разъяснение всех деталей и нюансов, связанных с операцией, пациенту и его партнёру на предварительной консультации играет важную роль в дальнейшей оценке результатов и степени удовлетворённости.

### Коррекция кривизны
Уровень коррекции искривления полового члена с помощью наполняемых имплантатов полового члена при болезни Пейрони колеблется между 33% и 90%. Остаточная кривизна, после установки имплантата полового члена, обычно требует интраоперационного хирургического вмешательства.

## Осложнения
Наиболее распространённым осложнением, связанным с установкой имплантата полового члена, являются инфекции с частотой 1-3%. Наблюдается инфицирование как зоны хирургического вмешательства, так и самого устройства. Когда инфекция вовлекает сам имплантат полового члена, требуется удаление имплантата и орошения полостей антисептическими растворами. При этом сценарии необходимо одномоментное эндопротезирование, чтобы избежать дальнейшего тканевого фиброза и укорочения полового члена. Частота повторных операций или замены устройства колеблется от 6% до 13%. Другие зарегистрированные осложнения включают перфорацию пещеристого тела и мочеиспускательного канала (0.1-3%), часто встречающиеся у пациентов с предшествующим фиброзом, эрозией или экструзией протеза, изменением формы головки, гематомой, укорочением длины полового члена и неисправностью устройства. В связи с постоянным совершенствованием хирургических методов и модификаций имплантатов, частота осложнений со временем резко снизилась.
Чтобы побороть послеоперационное укорочение полового члена и увеличить воспринимаемую длину полового члена и удовлетворённость пациента, были описаны процедуры вентральной и дорсальной фаллопластики в сочетании с имплантацией полового члена. Модифицированная гланулопексия была предложена для предотвращения деформации по типу носа сверхзвукового самолёта и гипермобильности головки, которые являются возможными осложнениями имплантации полового члена. Техники скольжения, при которых половой член надрезается и удлиняется с помощью имплантатов, применялись в случаях серьёзного укорочения полового члена. Тем не менее, эти методы имели более высокую частоту осложнений, и в настоящее время их избегают.